# Unterfrauenholz
Unterfrauenholz war ein Gemeindeteil des Marktes Eichendorf im Landkreis Dingolfing-Landau. Der Gemeindeteil wurde 2010 aufgehoben und dem Gemeindeteil Frauenholz zugeschlagen.

## Geschichte
Unterfrauenholz war ein Ort in der Gemeinde Ettling, die im Zuge der Gebietsreform in Bayern aufgelöst wurde. Das Dorf Unterfrauenholz kam zum 1. Mai 1978 zum Markt Eichendorf. Seit der Volkszählung 1987 wurde der Ort nicht mehr getrennt erfasst, sondern dem Dorf Frauenholz zugerechnet. Mit Wirkung vom 1. August 2010 wurde der Gemeindeteil Unterfrauenholz aufgehoben und die bebauten Grundstücke im Gebiet Unterfrauenholz wurden dem Gemeindeteil Frauenholz zugeordnet.